# Vaijapur
Vaijapur là một thành phố và là nơi đặt hội đồng đô thị (municipal council) của quận Aurangabad thuộc bang Maharashtra, Ấn Độ.

## Địa lý
Vaijapur có vị trí 19°55′B 74°44′Đ / 19,92°B 74,73°Đ Nó có độ cao trung bình là 514 mét (1686 feet).

## Nhân khẩu
Theo điều tra dân số năm 2001 của Ấn Độ, Vaijapur có dân số 37.002 người. Phái nam chiếm 52% tổng số dân và phái nữ chiếm 48%. Vaijapur có tỷ lệ 70% biết đọc biết viết, cao hơn tỷ lệ trung bình toàn quốc là 59,5%: tỷ lệ cho phái nam là 77%, và tỷ lệ cho phái nữ là 62%. Tại Vaijapur, 14% dân số nhỏ hơn 6 tuổi.